# Leopoldo Tumulak
Leopoldo Sumaylo Tumulak (ur. 29 września 1944 w Santander, zm. 17 czerwca 2017 w San Juan) – filipiński duchowny katolicki, ordynariusz polowy Filipin w latach 2005-2017.

## Życiorys
Święcenia kapłańskie przyjął 30 marca 1971 i został inkardynowany do archidiecezji Cebu. Był m.in. ekonomem i rektorem niższego seminarium w Mabolo, dyrektorem kilku komisji kurialnych oraz kapelanem diecezjalnym ruchu Worldwide Marriage Encounter.
12 stycznia 1987 papież Jan Paweł II mianował go biskupem pomocniczym Cebu ze stolicą tytularną Lesvi. Sakry biskupiej udzielił mu 16 marca 1987 kard. Ricardo Vidal.
28 listopada 1992 został mianowany biskupem Tagbilaran, zaś 15 stycznia 2005 biskupem polowym.
Zmarł w szpitalu w San Juan 17 czerwca 2017.